# Eugenia Sobkowska
Eugenia Sobkowska (ur. 3 września 1926 w Częstochowie, zm. 10 grudnia 2017 w Poznaniu) – polska technolog żywności, profesor nauk rolniczych, specjalizująca się w biochemii i technologii owoców i warzyw.

## Życiorys
Podczas II wojny światowej uczęszczała na tajne komplety. W 1946 r. zdała maturę i rozpoczęła studia na Wydziale Rolnym Uniwersytetu Poznańskiego. Tam, w 1951 r., uzyskała tytuł magistra, ale pracę w zespole prof. Józefa Janickiego rozpoczęła jako wolontariusz już w 1949 r. W latach 1950–1952 była młodszym asystentem, następnie asystentem, a od 1954 r. starszym asystentem. Rozprawę doktorską pt. „Kwasy nukleinowe w zarodkach zbóż” obroniła w 1962 r. W roku 1971 została kierownikiem Zakładu Technologii Owoców i Warzyw i funkcję tę piastowała do czasu przejścia na emeryturę w roku 1991. Habilitowała się w 1972 r. dzięki badaniom nad enzymami amylolitycznymi i proteolitycznymi. W roku 1985 uzyskała tytuł profesora nauk rolniczych. W latach 1984–1987 pełniła funkcję dziekana Wydziału Technologii Żywności (obecnie Wydział Nauk o Żywności i Żywieniu), przez wiele lat była prodziekanem ds. dydaktyki tegoż wydziału.
Główne nurty pracy naukowej obejmowały badania nad przetwórstwem owoców i warzyw oraz związane z tym zagadnienia chemiczne. Za najważniejsze osiągnięcie E. Sobkowskiej uważane są badania nad barwnikami buraka ćwikłowego. Opracowanie metody produkcji barwnika z tej rośliny było przedmiotem kilku patentów, których była współautorem wraz z prof. Januszem Czapskim. W czasie aktywności zawodowej odbyła wiele staży i wyjazdów naukowych do Europy i Ameryki Północnej.
Była członkiem Komitetu Technologii i Chemii Żywności PAN, w ramach którego zainicjowała utworzenie Sekcji Technologii Owoców i Warzyw. Była też członkiem towarzystw naukowych i rad naukowych instytutów z branży technologii żywności. Z jej inicjatywy powstał Wielkopolski Oddział Polskiego Towarzystwa Technologów Żywności.

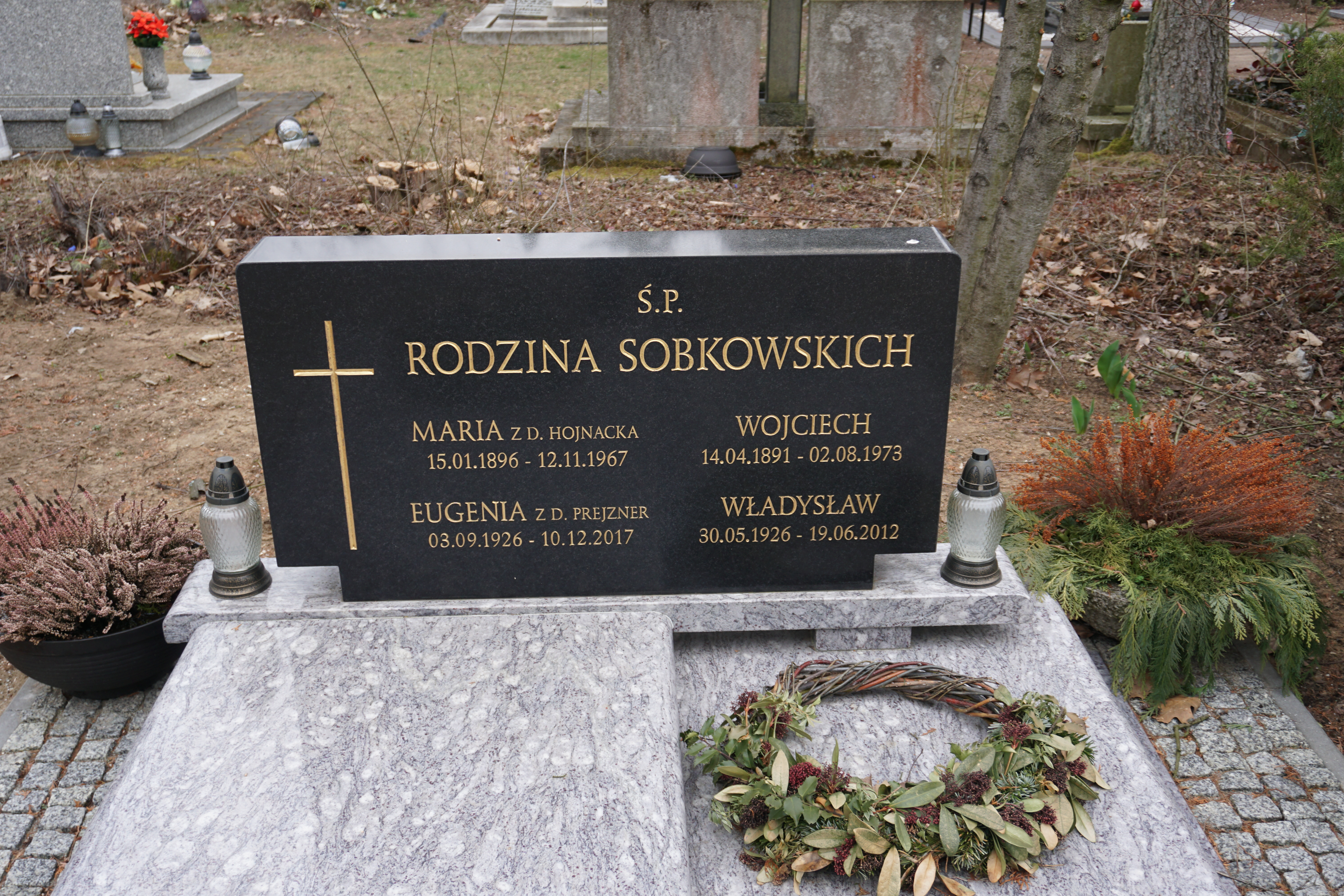
Grób profesor Eugenii Sobkowskiej na Cmentarzu Junikowskim

Została pochowana na Cmentarzu Junikowo w Poznaniu (pole 9-2-B-5).

## Rodzina
Siostra, Elżbieta Czerwińska oraz jej mąż, Zbigniew Czerwiński, byli profesorami ekonomii na Akademii Ekonomicznej w Poznaniu. Brat męża, Jerzy Sobkowski, jest emerytowanym profesorem chemii Uniwersytetu Warszawskiego. Syn, Michał Sobkowski, jest chemikiem, pracuje w Instytucie Chemii Bioorganicznej PAN.